# Eric Corton
Eric Corton (Oosterbeek, 11 januari 1969) is een Nederlandse zanger, acteur, presentator en diskjockey.

## Biografie

### Carrière
Corton speelde en zong voor diverse bandjes, waaronder het inmiddels opgeheven Eric Corton Trio en Tacker. Hij werd opgeleid aan de Toneelschool en werkte bij verschillende theatergezelschappen, waaronder Purper.

### Veronica
In 1995 was Corton te zien in de Veronica-serie 20 Plus. Op de set van die serie ontmoette Corton zijn vrouw, actrice Diana Sno. Eind jaren 90 presenteerde Corton voor Veronica het muziekprogramma 't Dak Eraf.
In 2002 en 2003 was hij commentator bij Robot Wars: The Dutch Battles, een variant van het Britse televisiespelprogramma Robot Wars.

### 3FM
In 2005 begon Corton voor omroep BNN, waar hij onder meer de voice-over was van Try Before You Die en op 3FM That's Live presenteerde. Op televisie was hij in 2006 te zien in het BNN-programma Kannibalen. Vanaf 2008 presenteerde Corton vier avonden per week voor de VPRO op 3FM het programma 3voor12Radio. Daarnaast bleef hij ook werkzaam bij BNN, onder meer bij BNN Today. Verder was hij de vaste stem in reclameboodschappen van Super de Boer. Vanaf 1 maart 2009 vormde hij samen met Annemieke Schollaardt een voice-overduo op 3FM.
Op 14 januari 2011 ontving Corton de Pop Media Prijs. De jury betitelde hem als een "muzikant, dj, programmamaker, tv-presentator en boven alles een voorvechter van alternatieve muziek - ook muziek die je op een zender als 3FM niet vaak hoort" en roemde hem om zijn "sterke betrokkenheid met muzikanten, die zich hoor- en zichtbaar bij hem op hun gemak voelen" en zijn "brede smaak, en zijn grote hart voor bands van Nederlandse bodem".
Vanaf 26 mei 2011 was Corton geen presentator van 3voor12Radio meer, omdat hij meer tijd wilde gaan besteden aan zijn gezin. Bij 3voor12Radio werd hij door Roosmarijn Reijmer opgevolgd, niettemin bleef hij 'de stem van het station', hij sprak bijvoorbeeld uuropeners in. In het eerste uur van het programma Ekstra Weekend is er altijd een uuropener van ca. 2 minuten waarin Corton altijd iets meemaakt. De ene keer zit hij vast in een draaideur bij het inspreekhok, de andere keer stort het hele gebouw in. Op zaterdagavond presenteerde Corton That's Live voor BNN. In december 2014 presenteerde hij zijn laatste uitzending van That's Live voor 3FM. Hij werd bij dat laatste programma opgevolgd door Frank van der Lende.

### NPO Radio 1
Op 13 augustus 2013 presenteerde Corton op Radio 1 voor het eerst een uitzending van Met het Oog op Morgen en van maart 2015 tot en met 3 januari 2017 was hij de vaste presentator van de dinsdagse uitzending van Het Oog. Hij beëindigde zijn werk voor dit programma omdat, zoals hij in zijn laatste uitzending zei, zijn journalistieke hart elders lag.
In september 2015 volgde Corton Felix Meurders op als medepresentator van De Nieuws BV naast Willemijn Veenhoven, een actualiteitenprogramma op NPO Radio 1. In augustus 2016 stopte hij bij dit programma als vaste presentator, maar hij bleef wel actief als invaller bij De Nieuws BV en meer recentelijk als invaller bij Kunststof, een gespreksprogramma met prominenten uit de kunst, cultuur en media.

### KINK
Sinds 1 januari 2021 is Corton werkzaam als dj bij de radiozender KINK. Hij presenteert elke werkdag tussen 9:00 tot 12:00 uur zijn eigen programma. Op vrijdagmiddag presenteert hij met Michiel Veenstra het programma Vrijdag Corvee.

### Televisiecarrière
In 2007 presenteerde Corton voor de VPRO het autoprogramma De Garage. In 2017 presenteerde hij bovendien, vanwege afwezigheid van Matthijs van Nieuwkerk, De nacht van de popmuziek voor de NTR.
Corton speelde in seizoen 2, 3 en 4 van de serie Penoza bij de KRO de rol van John de Weerdt en speelde de rol van Geusebroek, teamleider van politie, in seizoen 2, 3 en 4 in de Videoland serie Mocro Maffia.

### Andere activiteiten
Corton was ambassadeur van Het Nederlandse Rode Kruis. Hij bezocht diverse landen in Afrika en vroeg zodoende aandacht voor de zogenaamde stille rampen (malaria, weeskinderen en van ouders met aids). Hiervoor maakte hij reportages in het kader van de actie Serious Request, die sinds 2004 jaarlijks in december plaatsvindt. Ook sloot hij als eenmalig buitengewoon ambtenaar van de burgerlijke stand een huwelijk als onderdeel van de actie Serious Request in 2007.
In 2018 en 2019 was Corton de verteller tijdens de Bridge to Liberation Experience in Arnhem. Voor het in 2024 uitgezonden seizoen van Kloostergasten leefde Corton enkele dagen samen met kloosterlingen.
Corton is politiek actief voor GroenLinks. Hij stond bij de gemeenteraadsverkiezingen in 2018 en in 2022 in zijn woonplaats Amsterdam op de kieslijst van GroenLinks. In 2021 deed hij voor GroenLinks mee aan de Tweede Kamerverkiezingen. Corton veroorzaakte ophef met een op 2 januari 2025 in het NPO-programma De Sociëteit gedane uitspraak. Hij noemde Nederland een "godvergeten diep racistisch land".

### Privé
Corton is getrouwd met Diana Sno met wie hij twee kinderen heeft.

## Filmografie

### Films
- De Johnsons (1992)
- Boven de bergen (1992)
- Belle van Zuylen - Madame de Charrière (1993)
- Just Friends (1993)
- De tussentijd (1993)
- Dansen met de maan (1993)
- Mulan (1998)
- Laptop (telefilm) (2011)
- Bloed, zweet & tranen (2015)
- Patser (2018)
- iHostage (2025)

### Televisieseries
- Take Off, afl. 1.1 (1991)
- 12 steden, 13 ongelukken, afl. Belemmering,De val (1991)
- All in the Game, miniserie (1993)
- In voor en tegenspoed, afl. Opsporing verzocht (1993)
- De Sylvia Millecam Show, afl. Schikken of voorkomen (1994)
- Een galerij, afl. Clichés (1994)
- 20plus (1995)
- Voor hete vuren, afl. Trauma (1995)
- Coverstory, afl. Lucky numbers (1995)
- Duidelijke Taal!, afl. Een nieuw begin (1997)
- SamSam, afl. Een echte man (1997)
- Zebra, afl Arme Karel mooie Aurora, De bloei van Mandalay (1998)
- Oud Geld, afl. 1.11 (1999)
- Intensive Care, afl. Virus (2002)
- Spangen, afl. Muiterij (2004)
- Rozengeur & Wodka Lime (2003-2004)
- Baantjer, afl. De Cock en de moord op de tuin (2000), De Cock en de moord op herhaling, deel 1 en 2 (2006)
- Hoe overleef ik? (televisieserie) (2011- 2012)
- Penoza seizoen II, III en IV (23afl)(2012-2015)
- De beste singer-songwriter van Nederland (2012-2015)
- Taart (2014)
- Mocro Maffia (2020-)
- Dertigers, gastrol (2021-2022)

## Theater
- Lustspel (1992) - als Mesrin, naar het verhaal La Dispute (Marivaux) gecombineerd met De filosofie in het boudoir (Markies de Sade). Regie: Javier Lopez Pinon, De Toneelschuur
- Borak valt (1993) - als Sero, door Lodewijk de Boer. Regie: Ruurd van Wijk, PaardenKathedraal[7]
- De Purper Elf (1995 - 1997), Regie: Frans Mulder, Purper
- Sixpack (1997 - 1998) Regie: Frans Mulder, Purper
- Mussen en Zwanen (1997) - door Haye van der Heyden, regie Chr. Nortier
- Ma (2018) - naar het gelijknamige boek van Hugo Borst uit 2015. Productiehuis Solo Stories
- Celia! (2019) - Als Fidel Castro. door Urban Myth
- De Grootste Helft (2020) - met Susan Visser. Productiehuis Heads and Tales
- Vlucht (2021) - als Max. Tevens heeft hij het script geschreven. Productiehuis Solo Stories